# Plumber
Il plumber (letteralmente: "idraulico") è un meccanismo di comunicazione tra processi simile al "copia e incolla" implementato nel sistema operativo Plan 9.
Esso è un programma che intercetta determinati messaggi da parte delle applicazioni e li convoglia verso altre: a differenza del classico "copia e incolla", dove l'utente specifica la destinazione della porzione di informazione da spostare, nel caso di plumber il sistema si occupa di determinarne l'applicazione ricevente in base ad un set di regole predefinite.
Plumber si appoggia al protocollo 9P, e pertanto opera in modo trasparente anche attraverso la rete.